# ビューティーメーカー
ビューティーメーカーは、かつて吉本興業東京本社に所属していた男女お笑いコンビ。

## 略歴
二人ともにNSC東京校の11期生出身。湊は、かつては女性コンビ『ピカーナ』のメンバーとして活動していたが、『ピカーナ』は2008年（平成20年）始め頃に解散。同年、ピンで活動していた竹之内とビューティーメーカー結成。背の高い湊と背の低い竹之内の凸凹コンビ。
『エンタの神様』に出演した際のキャッチコピーは「真逆の美意識」。2011年（平成23年）4月27日から「鹿児島住みます芸人」として活動。「伊佐市ふるさと大使」、「志布志市お釈迦まつりお笑いPR大使」、鹿児島県自転車競技連盟公認「自転車ノリ乗りPR大使」に任命され、「志布志市お釈迦まつりお笑いPR大使」では、「志布志市志布志町志布志424」という志布志づくしの住所の特別住民票をもらってPR活動していた。
鹿児島のテレビやラジオではリポーターとして出演することが多く、準レギュラーとして、『ぷらナビ+』や天竺鼠やC&KがメインMCの番組『デルフォイの神託』の鹿児島県内各地で町の悩み解決を手伝う「助っ人ビューティーメーカー」などに出演していた。毎日午後10時からは、YNN（よしもとネタネットワーク）鹿児島チャンネルのUstreamで生配信していた。
2014年（平成26年）8月に解散。解散後、竹之内雄太は鹿児島に残り結婚して、主に南日本放送のタレントとして地元で活動している。2011年（平成23年）7月1日からは、個人事務所「株式会社　BIGMOUTH」を立ち上げ、代表取締役を務める傍ら居酒屋とバーを経営している。現在は隣県の宮崎県にも活動地域を広げ、南日本放送と同じJNN系の宮崎放送の番組に出演している。

## メンバー
- 湊ゆかり（みなと ゆかり）、1986年〈昭和61年〉7月11日 - B型 ）
  - ツッコミ担当
  - 神奈川県横須賀市出身。身長172cm。
  - よしもとグラビアエージェンシーの元メンバー（第1期）。

- 竹之内雄太（たけのうち ゆうた、1983年〈昭和58年〉8月18日 - A型 ）
  - ボケ担当
  - 鹿児島県伊佐市出身。身長157cm。
  - 鹿児島実業高校、駒澤大学法学部卒業。
  - （解散後に立ち上げた）個人事務所「株式会社　BIGMOUTH」代表取締役。

## 出演
◯は竹之内のみ出演。

### テレビ
- ぷらナビ+（鹿児島放送、2011年〈平成23年〉4月 - 2014年〈平成26年〉8月）
- デルフォイの神託（鹿児島テレビ、2011年〈平成23年〉6月3日 - 2013年〈平成25年〉3月29日）
- KTSの日（鹿児島テレビ、2011年〈平成23年〉9月24日 - 9月25日、2012年〈平成24年〉9月22日、2013年〈平成25年〉9月21日 - 9月22日）

- あらびき団（TBS、2008年〈平成20年〉5月21日） - （第29回）
- リンカーン（TBS、2008年〈平成20年〉6月24日） - 『第2回 リンカーン芸人タワー』
- エンタの神様（日本テレビ、2009年〈平成21年〉5月16日）
- ショーバト!（日本テレビ、2010年〈平成22年〉8月10日） - 『ミニバト!』
- ピラメキーノ（テレビ東京、2011年〈平成23年〉5月20日） - 『バカウケコドモ-1GP』
- 深夜だョ!ビューティーメーカー（鹿児島テレビ、2013年〈平成25年〉3月5日）
- ゆうテレ（鹿児島テレビ、2013年〈平成25年〉7月11日）
- Kingspe（鹿児島放送、2013年〈平成25年〉11月15日）
- 魁!パチスロ魂2013（鹿児島テレビ、2013年〈平成25年〉12月29日）
- てゲてゲ（南日本放送、2017年 〈平成29年〉6月 - 現在）◯
- どーんと鹿児島（南日本放送、2018年〈平成30年〉4月 - 現在）◯
- トヨタカローラpresents 竹之内雄太のハイパレGo!（南日本放送（ラジオ）、2021年〈令和2年〉2月3日 - 現在）◯
- 伊佐はいーさ！（南日本放送（ラジオ）、2024年〈令和6年〉4月3日 - 現在）◯
- Check!（宮崎放送（テレビ）、2025年〈令和7年〉 - 現在）◯

## ラジオ
- μ's UP!（エフエム鹿児島、2013年〈平成25年〉4月 - 2014年〈平成26年〉8月）※レポーター